# Арагон (Нью-Мексико)
Арагон (англ. Aragon) — переписна місцевість (CDP) в США, в окрузі Катрон штату Нью-Мексико. Населення — 76 осіб (2020).

## Географія
Арагон розташований за координатами 33°53′23″ пн. ш. 108°31′13″ зх. д. / 33.88972° пн. ш. 108.52028° зх. д. (33.889826, -108.520185).  За даними Бюро перепису населення США в 2010 році переписна місцевість мала площу 21,90 км², з яких 21,89 км² — суходіл та 0,01 км² — водойми.

## Демографія
Згідно з переписом 2010 року, у переписній місцевості мешкали 94 особи в 57 домогосподарствах у складі 22 родин. Густота населення становила 4 особи/км².  Було 101 помешкання (5/км²).
Расовий склад населення:
| - 80,9 % — білих - 16,0 % — осіб інших рас |

До двох чи більше рас належало 3,2 %. Частка іспаномовних становила 60,6 % від усіх жителів.
За віковим діапазоном населення розподілялося таким чином: 13,8 % — особи молодші 18 років, 53,2 % — особи у віці 18—64 років, 33,0 % — особи у віці 65 років та старші. Медіана віку мешканця становила 57,4 року. На 100 осіб жіночої статі у переписній місцевості припадало 123,8 чоловіків;  на 100 жінок у віці від 18 років та старших — 113,2 чоловіків також старших 18 років.

Цивільне працевлаштоване населення становило 0 осіб. 